# Drei-Kronen-Massiv

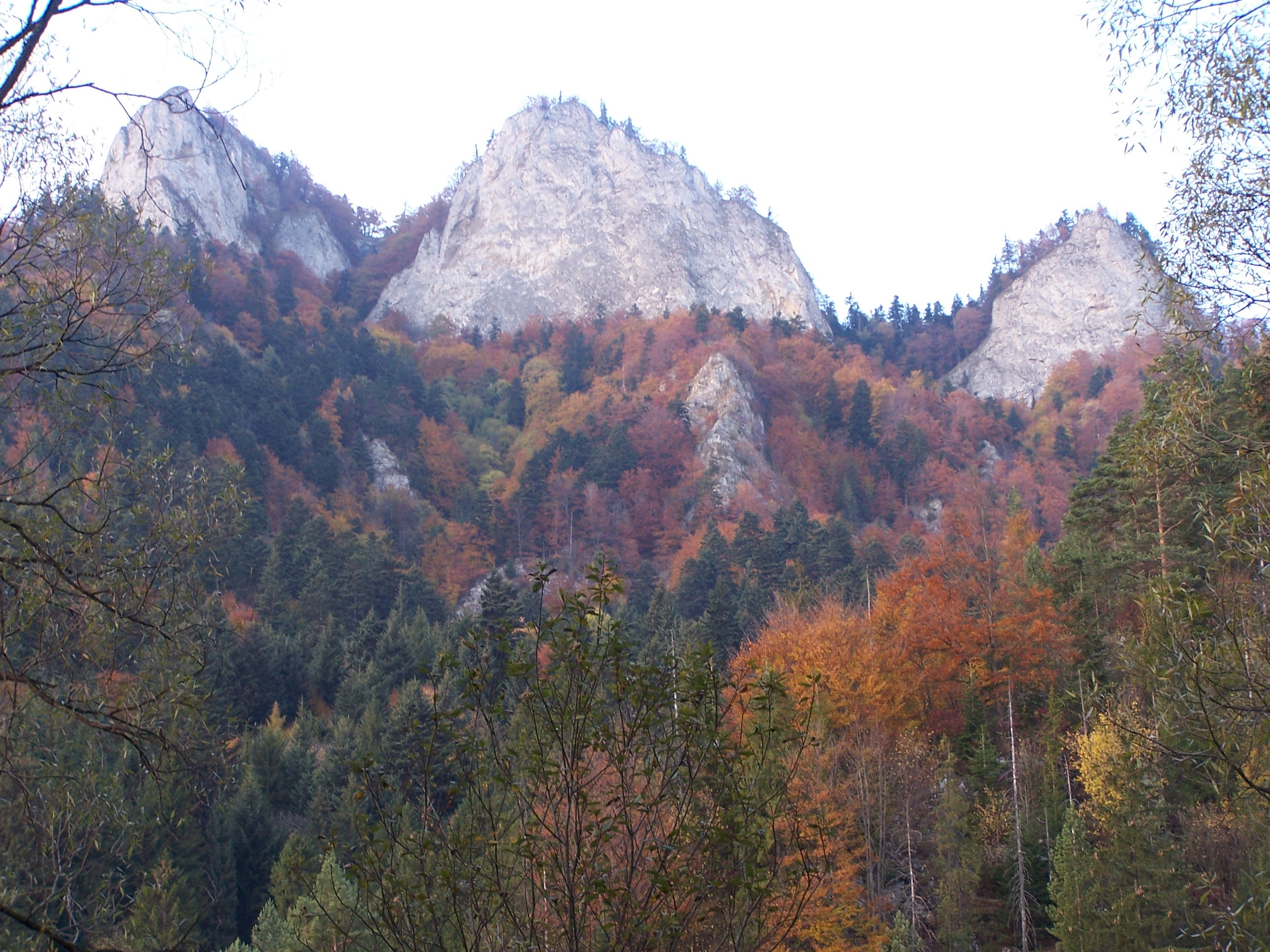
Blick auf die drei Hauptgipfel

Das Drei-Kronen-Massiv (polnisch: Masyw Trzech Koron) sind ein Gebirge im Gebirgszug der Mittleren Pieninen in der polnischen Woiwodschaft Kleinpolen im Kreis Powiat Tatrzański und den Gemeinden Czorsztyn und Krościenko nad Dunajcem.

## Lage
Das Gebirge liegt innerhalb der Mittleren Pieninen westlich der Pieninki (Grenze ist der Gebirgsbach Pieniński Potok), nördlich der Zipser Magura (Grenze ist der Dunajec-Durchbruch), südlich der Gorce (Grenze ist das Tal der Krośnica) und westlich der Czorsztyner Pieninen (Grenze sind der Bergpass Przełęcz Szopka und die Schlucht Wąwóz Szopczański), im Gebirgszug der Pieninen. Es hat den Charakter eines Mittelgebirges. Die höchste Erhebung sind mit 982 m n.p.m. die Trzy Korony (deutsch: Drei Kronen), konkret der Gipfel Okrąglica.

## Geologie
Das Drei-Kronen-Massiv besteht zu einem großen Teil aus Kalkgestein aus dem Jura. Zerklüftete Kalkfelsen findet man im ganzen Gebirgszug. Der Dunajec bildete zwei Durchbrüche durch die Mittleren Pieninen. Der zweite Durchbruch bildet den Südrand des Massivs Trzy Korony.

## Natur
Das Gebirge hat eine reiche Flora und Fauna. Einige Schmetterlingsarten treten weltweit nur auf den Almen des Massivs auf. Es liegt vollständig im polnischen Pieninen-Nationalpark. Die Hänge sind mit Mischwald dicht bewaldet. Über den Wald erheben sich hohe Kalkfelsen. Von den Felsen ergeben sich weite Rundblicke auf die umliegenden Gebirge, u. a. die Tatra, Gorce, Inselbeskiden und Sandezer Beskiden sowie das Massiv der Babia Góra in den Saybuscher Beskiden. Die Aussicht von den Trzy Korony gilt neben der Aussicht von der Sokolica als eine der schönsten in den Pieninen.

## Tourismus
Die Täler um das Drei-Kronen-Massiv sind dicht besiedelt und für den Tourismus erschlossen. In dem Massiv gibt es sechs markierte Wanderwege:
- ▬ der blau markierte Kammweg von Czorsztyn über die Czorsztyner Pieninen und den Bergpass Przełęcz Szopka auf den Gipfel der Trzy Korony, Ostry Wierch, Zamkowa Góra in die Pieninki und hinab zum Fluss Dunajec zur Überfahrt Nowy Przewóz nach Szczawnica, wo der Pieninenweg im Dunajec-Durchbruch beginnt.
- ▬ ein gelb markierter Wanderweg von Krościenko nad Dunajcem auf den Gipfel Bajków Groń und den Bergpass Przełęcz Szopka, die Schlucht Wąwóz Szopczański zur Schutzhütte Drei-Kronen-Hütte nach Sromowce Niżne am Dunajec.
- ▬ ein grün markierter Wanderweg von Krościenko nad Dunajcem über die Kapelle Kapliczka św. Kingi auf den Bergpass Przełęcz Sosnów.
- ▬ ein rot markierter Wanderweg von Sromowce Wyżne auf den Bergpass Przełęcz Trzy Kopce.
- ▬ ein grün markierter Wanderweg von der Drei-Kronen-Hütte auf den Wyżni Łazek und die Alm Polana Kosarzyska.
- ▬ ein rot markierter Wanderweg von der Orlica-Hütte auf den Pieninenweg zum Kloster Červený Kláštor.

## Panorama

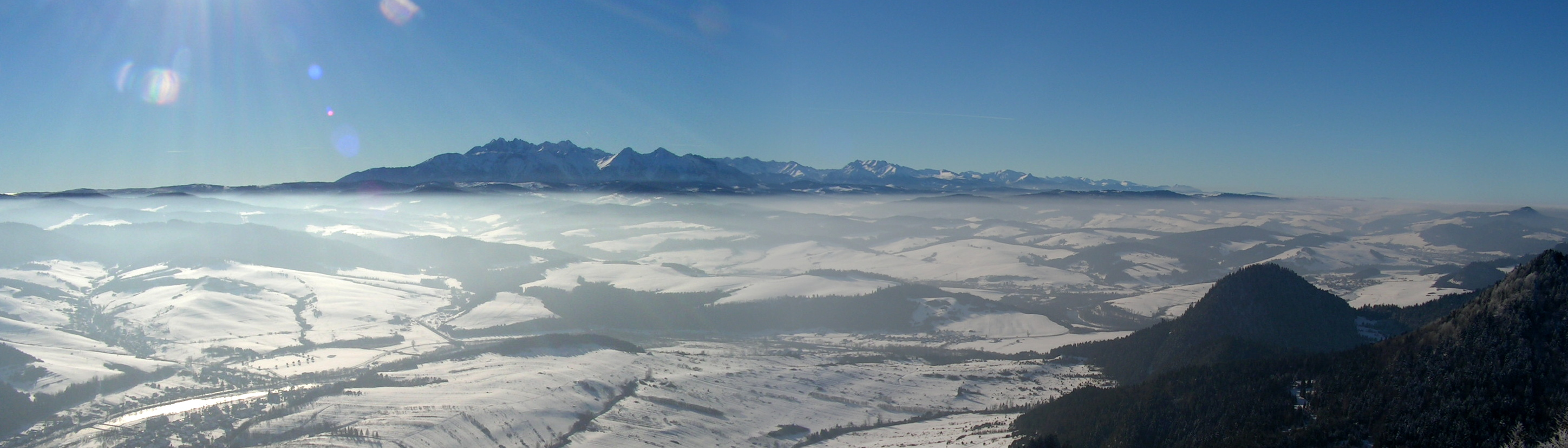
Blick vom Berg Trzy Korony auf die Tatra